# Маріу Вілсон
Маріу Вілсон (порт. Mário Wilson; 17 жовтня 1929, Лоренсу Маркіш — 3 жовтня 2016) — португальський футболіст, що грав на позиції нападника, пізніше захисника. По завершенні ігрової кар'єри — футбольний тренер.

## Ігрова кар'єра
Маріу Вілсон народився в африканській португальській колонії в місті Лоренсу Маркіш, нині Мапуту, столиця Мозамбіку, у родині американця і мозамбічки.
Спочатку грав за команду «Крешер Нетворкс» разом з двома своїми братами. У цей час він також займався в інших видах спорту, таких як легка атлетика, волейбол і баскетбол. Після цього захищав кольори «Дешпортіву» з рідного міста Лоренсу Маркіш, де грав на позиції форварда.
У 19 років Вілсон прибув до метрополії, перейшовши в столичний «Спортінг», де мав замінити бомбардира Фернанду Пейротеу, який саме закінчив свою кар'єру. У «Спортінгу» Маріу виграв національний чемпіонат у 1951 році і протягом своїх двох сезонах у клубі провів 40 ігор і забив 38 голів.
1951 року перейшов до клубу «Академіка», за який відіграв 12 сезонів, проте був переведений на позицію захисника. У цей же час отримав диплом з геології на факультеті природничих наук у університеті Коїмбри. Після 14 сезонів у першому дивізіоні Португалії він вийшов у відставку в 1963 році. Загалом у Прімейрі він провів 286 матчів.

## Кар'єра тренера
Розпочав тренерську кар'єру невдовзі по завершенні кар'єри гравця, 1964 року, очоливши тренерський штаб клубу «Академіка», яку він привів до кращого результату в історії клубу — другої позиції в чемпіонаті сезону 1966/67. У тому ж сезоні він досяг фіналу Кубка Португалії, де його команда була бита «Віторією» (Сетубал) (3:2).
Надалі очолював «Белененсеш», «Тірсенсе» та «Віторію» (Гімарайнш).
У сезоні 1975/76 Вілсон працював з «Бенфікою», вигравши національний чемпіонат. По завершенні сезону Вілсон був замінений англійцем Джоном Мортімором і надалі тренував «Боавішту» та «Віторію» (Гімарайнш).
У період з вересня 1978 по березень 1980 року очолював збірну Португалії з якою намагався вийти на чемпіонат Європи 1980 року, але ця мета не була досягнута після поразки 1:2 у себе вдома від Австрії. Після цього Вілсон покинув тренерську лаву головної команди країни.
У 1979 році Вілсон паралельно повернувся до «Бенфіки», замінивши того самого Мортімора. Під час другого приходу Вілсона на загальних зборах клубу було утверджено використання іноземних гравців, першим з яких став бразилець Жорже Гоміш Фільйо. Тим не менше «Бенфіка» провела невдалий сезон, зайнявшши 3-тє місце, хоча і виграла Кубок Португалії.
Згодом Маріу очолював низку португальських клубів, а також марокканський ФАР (Рабат), після чого 1995 року втретє очолив «Бенфіку», домігшись з нею другої у своїй кар'єри перемоги в Кубку Португалії, перемігши цього разу «Спортінг» (3:1).
Останнім місцем тренерської роботи був клуб «Алверка», яку він у сезоні 1998/99 врятував від вильоту з Прімейри.
У наступні роки він працював з Союзом португальських професійних футболістів, організовуючи акції для безробітних гравців, а також відкрив свою власну футбольну школу, Mr. Вілсон.
Помер 3 жовтня 2016 року на 87-му році життя.

## Титули і досягнення

### Як гравця
- Чемпіон Португалії (1):

«Спортінг»: 1950-51

### Як тренера
- Чемпіон Португалії (1):

«Бенфіка»: 1975-76
- Володар Кубка Португалії (1):

«Бенфіка»: 1979–80, 1995–96

## Особисте життя
Його дочка, Ана, була Міс Португалії 1982 року. Його онук, Бруну Вілсон, який народився в 1996 році, також став футболістом і був вихованцем «Спортінга».
У травні 2012 року Маріу Вілсон представив свою біографію Mário Wilson o velho capitão.
13 липня 1990 року Маріу став кавалером ордена за заслуги Португалії.